# Bruagölen
Bruagölen är en sjö i Karlskrona kommun i Blekinge och ingår i Nättrabyåns huvudavrinningsområde.